# Hibiscus bernieri
Hibiscus bernieri är en malvaväxtart som beskrevs av Henri Ernest Baillon. Hibiscus bernieri ingår i Hibiskussläktet som ingår i familjen malvaväxter. Utöver nominatformen finns också underarten H. b. trichospermoides.